# Eusynthemis netta
Eusynthemis netta är en trollsländeart som beskrevs av Günther Theischinger 1999. Eusynthemis netta ingår i släktet Eusynthemis och familjen skimmertrollsländor. IUCN kategoriserar arten globalt som otillräckligt studerad. Inga underarter finns listade i Catalogue of Life.